# Поселение Красюковское-1
 Поселение Красюковское-1 — древнее поселение эпохи средней бронзы (конец 3 тыс. до н. э.) и средневековья (XI—XIII век н. э.), расположенное между селами Сохрановка и Октябрьская Октябрьского района Ростовской области. Открыто в 2006 году.

## История
В древности долина реки Аюта Ростовской области была плотно заселена.
Поселение Красюковское-1, в котором люди жили в эпоху средней бронзы (конец 3 тыс. до н. э.) и средневековья (XI—XIII век н. э.) и в конце XIX — начале XX века расположено на правом берегу реки Аюта в 4 километрах от села Красюковское Октябрьского района Ростовской области. Поселение было обнаружено при проведении обследования трассы магистрального газопровода «КС Сохрановка — КС Октябрьская» на наличие археологических памятников. Свое название поселение получило от расположенной поблизости слободы Красюковская Октябрьского района Ростовской области.
В 2006 году на территории поселения проводились археологические раскопки, площадь которых составила 1 320 квадратных метров.
Археологический памятник Поселение Красюковское-1 расположен на возвышенности у берега реки. Жители селения выбрали это высокое место для жилья поскольку оно не заливалось сезонными паводковыми водами.
На месте раскопок было найдено четыре культурных слоя.
- Первый относится к эпохе ранней бронзы. В этом слое были раскопаны куски лепной керамики с верёвочным и зубчатым орнаментом; орудия труда и бронзовые шила.

- Во втором культурном слое были найдены фрагменты керамики поздней бронзы, бронзовые игла и шило.
- Культура времен салтово-маяцкого (VIII—IX век нашей эры) периода из-за сезонного пребывания здесь людей оставила мало артефактов.
- Золотоордынский (1224—1483) и половецкий периоды. В этих слоях были найдены: фрагменты удил, куски амфор, древнерусские горшки, кувшинов. Найдены также ямы с костями животных.

В поселении был раскопан и культурный слой казацкого времени XVIII—XX века. В этом слое найдены куски стекла, гвозди, фрагменты керамики, обувная подкова, железный стержень для лучины. На месте раскопок ранее могло находиться подворье или хозяйственные строения.